# Marinilla
Marinilla – miasto w Kolumbii, w departamencie Antioquia.